# كفكي (باقران)
كفكي (بالفارسية: کفکی) هي مستوطنة تقع في إيران في قسم باقران الريفي. يقدر عدد سكانها بـ 43 نسمة .